# Göksun
Göksun és una vila de Turquia, i un districte a la província de Kahramanmaraş a la regió Mediterrània. La seva població el 1960 era de 3.697 habitants.

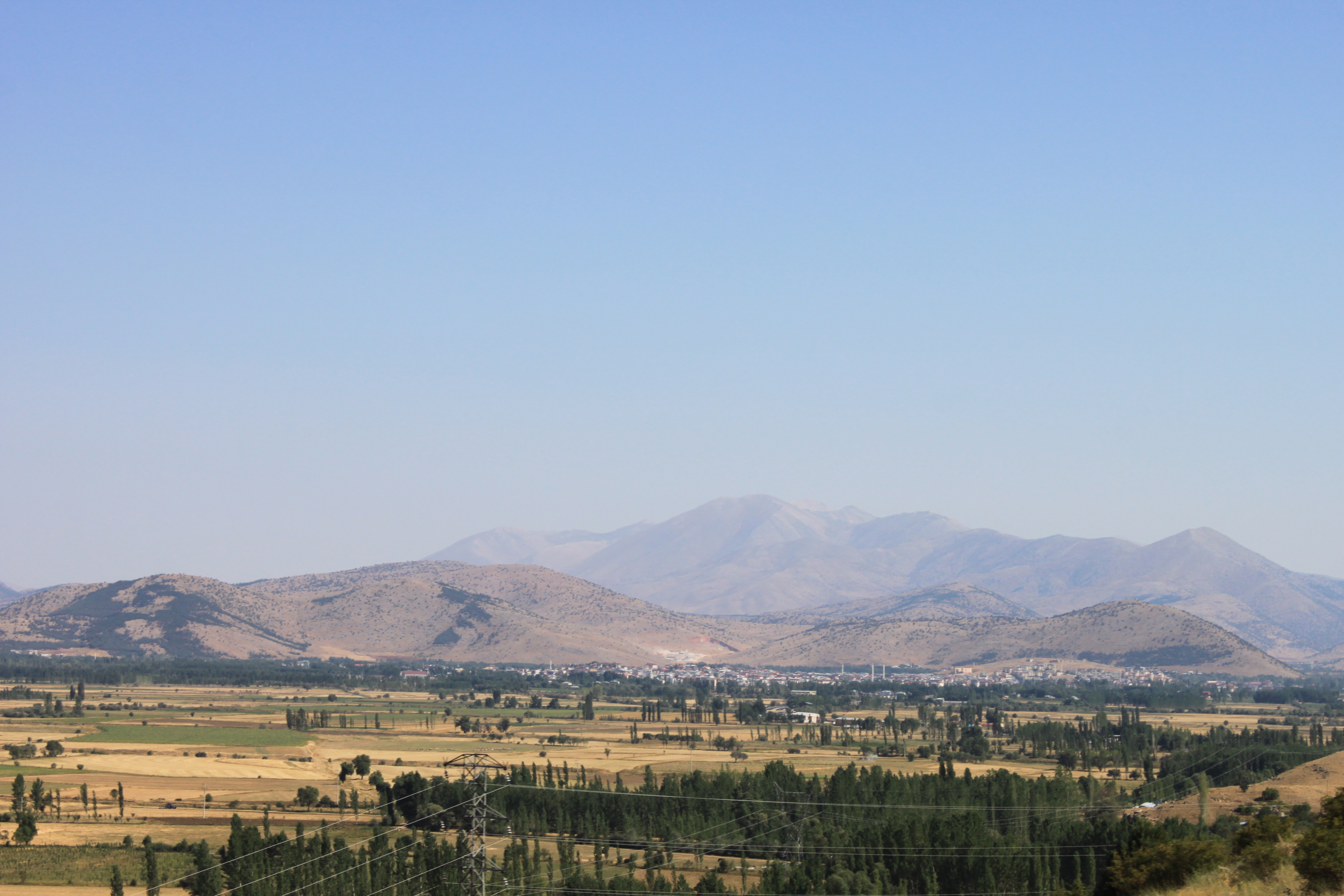
Göksun, província Kahramanmaraş

## Història
Fou la clàssica Kokussos de Licaònia i la Gogison armènia del temps de les croades.
Va ser envaïda pels turcmans al final del segle xi, disputant-la amb els armenis que l'anomenaven Gogison. A partir del segle xiv, sota domini turc, apareix amb el nom de Göksun.
El 25 de març del 2009 un helicòpter amb tres líders locals del partit de la Gran Unió (BPP) es va estavellar al mont Keş prop de la vila; el pilot i els polítics van morir i un periodista va sortir ferit; l'operació de rescat dels cossos es va fer en dos dies però el periodista no fou trobat fins al cap de 5 dies, lluny del lloc i ja mort.